# Обезьяний хлеб
Обезьяний хлеб (англ. Monkey bread) — американская сладкая выпечка, пирог, состоящий из кусочков дрожжевого теста, посыпанных корицей. Хлеб часто подают на завтрак, как угощение на торжествах, а также на ярмарках и фестивалях.
Термин «обезьяний хлеб» возник из-за того, что выпечку едят руками; человек разбирает хлеб по кусочкам, как обезьяна.
По другой версии, шарики хлеба напоминают плоды баобаба, которые так любят обезьяны. Африканцы поэтому называют баобаб «обезьяний хлеб».
Другие названия хлеба: Раздельный хлеб, Пузырьковый хлеб, Наслаждение рождественским утром, Обезьяний хлебный паззл, Обезьяньи мозги, Липкий хлеб, Венгерский кофейный торт, Золотой дамплинг-кофейный торт, Ущипни-меня-торт, Разорви-торт, Пузырь-буханка, Весёлый хлеб, Африканский хлеб.

## Происхождение
Известный в Соединённых Штатах обезьяний хлеб, на самом деле, это венгерский десерт Арань галушка (венг. Aranygaluska, «золотые клецки/галушки»), состоящий из шариков дрожжевого теста, которые обваливают в топлёном масле, а затем в смеси сахара и измельчённых орехов. Он был отмечен ещё в 1880-х годах в венгерских книгах, и венгерские иммигранты привезли это блюдо в Америку. В середине XX века венгерские и еврейские пекарни стали его продавать.
Рецепты хлеба впервые появились в американских женских журналах и поваренных книгах в 1950-х годах.
В 1972 году в кулинарную книгу, опубликованную Бетти Крокер, был включён рецепт арань галушки, который был озаглавлен «Венгерский кофейный пирог». По мере того, как арань галушка становились всё более популярными в Америке, их стали путать с обезьяньим хлебом. «Обезьяний хлеб» вскоре стал более распространённым названием этого венгерско-еврейского десерта.
В 1980-е годы Нэнси Рейган популяризировала подачу обезьяньего хлеба на Рождество, сделав его одним из основных рождественских блюд в Белом доме во времена президентства Рональда Рейгана. По словам историка кулинарии Джила Маркса, Нэнси подавала своему мужу обезьяний хлеб накануне свидетельских показаний в Конгрессе по делу Иран — контрас, при этом бывший президент Рональд Рейган якобы заметил: «Мамочка, я могу попасть в тюрьму, но я всегда буду помнить этот обезьяний хлеб».

## Приготовление
Хлеб изготавливается из кусочков сладкого дрожжевого теста (часто замороженного), которые по отдельности обваливаются в растопленном сливочном масле, корице с сахаром, орехах, а затем выкладываются в форму для выпечки и выпекаются. Иногда хлеб поливают сиропом, карамелью или глазурью (Арани галушка подают с ванильным кремом). Обезьяний хлеб традиционно подают горячим, запечённые дольки можно легко отрывать руками.